# Fuchsenstunde
Als Fuchsenstunde (oder Fuxenstunde) bezeichnet man bei Studentenverbindungen Unterrichtsstunden, in denen die Füchse (bzw. Füxe) oder an der Verbindung Interessierte in das Verbindungsleben eingeführt werden. Auch Umgangsformen werden in der Fuchsenstunde behandelt. Die Fuchsenstunde wird vom Fuchsmajor geleitet.
Bei manchen Verbindungen wird die Fuchsenstunde auch als Fuchsenconvent, Renoncen-Convent oder Fuchskränzchen bezeichnet. 